# Patu
Patu là một đô thị thuộc bang Rio Grande do Norte, Brasil. Đô thị này có diện tích 319,132 km², dân số năm 2013 là 12561 người, mật độ 39,3 người/km².